# Yuyun Yuniar
Yuyun Yuniar – indonezyjska wspinaczka sportowa. Specjalizowała się we wspinaczce na czas oraz w prowadzeniu. Wielokrotny medalista mistrzostw Azji, wicemistrzyni Azji we wspinaczce na czas z 2000.

## Kariera sportowa
Wicemistrzyni Azji we wspinaczce sportowej w konkurencji na czas z roku 2000 w finale przegrała z inną reprezentantką Indonezji Agung Etti Hendrawati. Dwukrotna brązowa medalistka mistrzostw Azji we wspinaczce sportowej w konkurencji na czas z 2003 oraz z roku 2006.

## Osiągnięcia

### Mistrzostwa Azji
| Konkurencje        | 2000 | 2003 | 2005 | 2006 |
| Prowadzenie        | 11   | 10   | 9    | 11   |
| Wspinaczka na czas | 2    | 3    | 4    | 3    |